# Simpsonichthys flavicaudatus
Simpsonichthys flavicaudatus är en fiskart som först beskrevs av Costa och Brasil, 1990.  Simpsonichthys flavicaudatus ingår i släktet Simpsonichthys och familjen Rivulidae. Inga underarter finns listade i Catalogue of Life.